# Frontino
Pour l’article homonyme, voir Frontino (Antioquia).
Frontino est une commune italienne de la province de Pesaro et Urbino, dans la région des Marches. Elle est célèbre pour son vieux monastère franciscain de Montefiorentino et elle fait partie du territoire historique du Montefeltro.

## Administration
| Période                                  | Période | Identité | Étiquette | Qualité |
| ---------------------------------------- | ------- | -------- | --------- | ------- |
|                                          |         |          |           |         |
| Les données manquantes sont à compléter. |         |          |           |         |

### Communes limitrophes
Carpegna, Piandimeleto, Pietrarubbia.